# Marc Olden
Marc Olden (Baltimora, 25 dicembre 1933 – New York, 5 settembre 2003) è stato uno scrittore statunitense.

## Opere
- Cocaine (1975)
- Harker File (1976)
- They've Killed Anna (1977)
- Poe Must Die (1978)
- Kill the Reporter (1978)
- Gossip (1979)
- The Informant (1979)
- Book of Shadows (1981)
- Giri (1982)
- A Dangerous Glamour (1982)
- Dai-sho (1983)
- Gaijin (1986)
- Oni (1987)
- Te (1989)
- Sword of Vengeance (1990)
- Kinsaeng (1990)
- Kisaeng (1991)
- Krait (1992)
- The Exchange Students (1995)
- The Ghost (1998)